# Torneig d'Arcos de Valdevez
El Torneig d'Arcos de Valdevez, també conegut com Trobada de Valdevez, fou un decisiu episodi de la història de Portugal relacionat amb la fundació de la nacionalitat.

## Història
L'episodi ocorregué el 1140, a la vall de Vez (afluent del Limia), a Arcos de Valdevez, quan Alfons Enric, després de la victòria en la batalla d'Ourique (1139), va trencar la pau de Tui (1137) signada amb son cosí Alfons VII de Lleó, i va envair Galícia, i conquerí alguns castells sota protectorat del monarca lleonés. En resposta, les forces enemigues, en molt major nombre, entraren en terres del comtat de Portugal i arrasaren els castells al seu pas, i descendiren del Soajo cap a Valdevez.

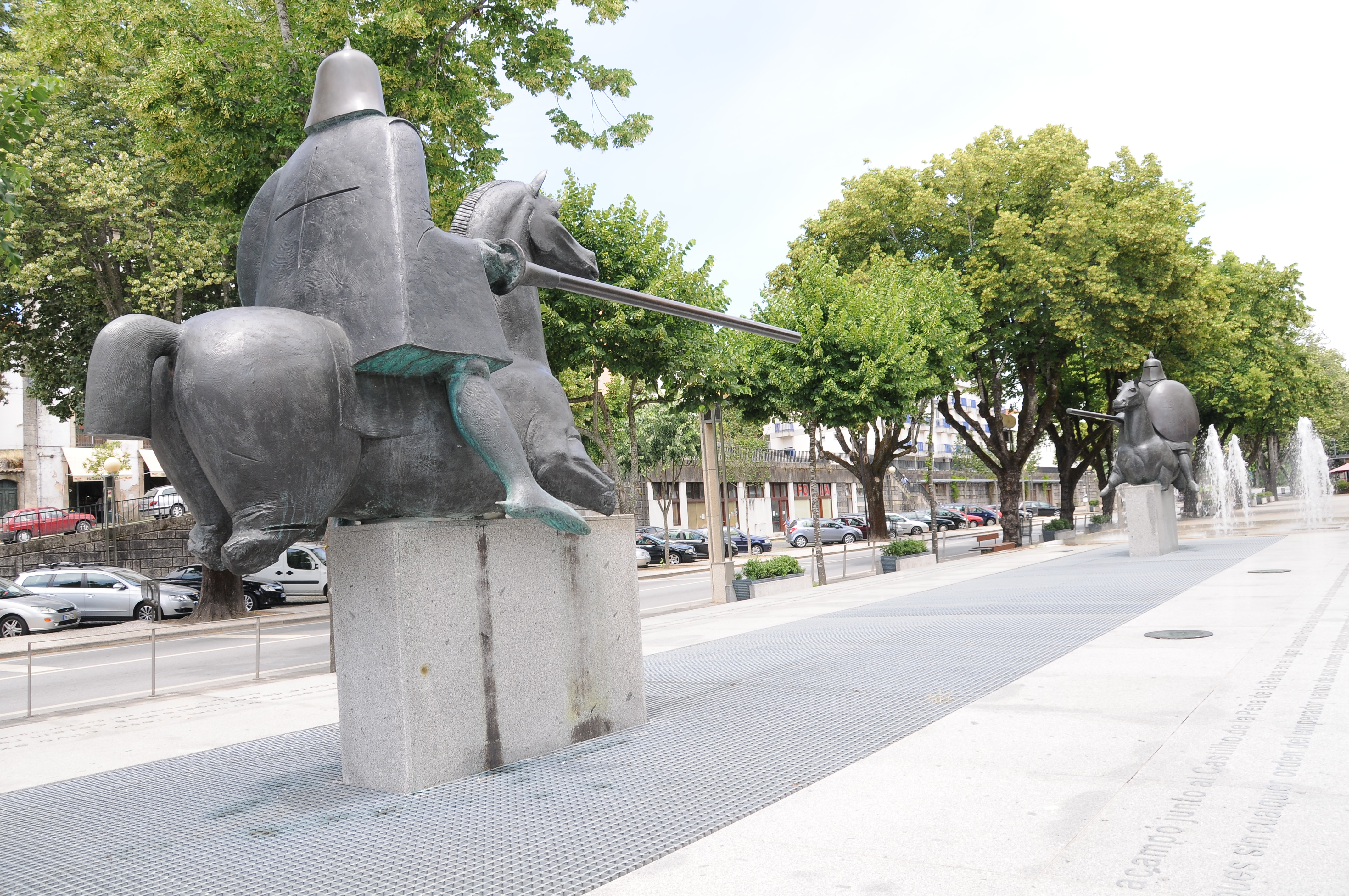
Torneig d'Arcos de Valdevez per l'escultor José Rodrigues

Açò diu sobre la lliça la crònica dels gots del segle XII o XIII (traducció del professor Albino de Faria):
| « | ERA DE 1178 (de l'era hispànica contada a partir de l'1 de gener del 38 ae i no de l'era cristiana, adoptada a Portugal només el 22 d'agost de 1422, en el regnat de Joan I. Per això, l'any correcte de l'esdeveniment referit n'és 1140). Alhora l'emperador Alfons, fill del comte Ramon i de la reina Urraca, filla del gran emperador Alfons, havent reunit tot el seu exèrcit de Castella i Galícia, volgué entrar en el Regne de Portugal i arribaren fins a un lloc anomenat Valdevez; però el rei Alfons els anà a trobar amb el seu exèrcit i ocupà el camí per on aquell volia venir, i armaren les seues tendes, uns d'una part i els altres de l'altra. I com que vingué algú del costat de l'emperador per provocar una escaramussa que la gent anomena bufúrdio, immediatament alguns sortiren del costat del rei de Portugal, anant-los a trobar i, amb ells escaramussant. Aquests agafaren a Fernando Furtado, germà de l'emperador i el cònsol Poncio de Cabreira, Vermudo Peres i Varela, fill de Fernando Joanes, germà de Paio Curvo, i Rodrigo Fernandes, pare de Fernando Rodrigo, i Martinho Cabra, nebot del cònsol Poncio, i molts altres que amb ells venien. Per això, veient l'emperador que tot afavoria al rei de Portugal, que una bona estrela el guiava, que Déu l'ajudava i que a ell tot li ocorria al contrari; que, si volgués continuar la lluita, majors serien els seus perjudicis, va enviar missatgers a la presència de l'arquebisbe de Braga, En João, i a altres cavallers i els van demanar que vinguessen davant el rei de Portugal perquè fes i signés una bona pau i per sempre. Així va esdevenir i van arribar a un acord. Efectivament, en una tenda tant l'emperador com el rei de Portugal es besaren mútuament, van menjar i van beure vi, i parlaren a soles secretament i, així, cada un d'ells va reprendre la pau". | » |

Felgueiras Gayo, en la seua obra La noblesa de les famílies de Portugal, quant a Gonçalo Martins de Abreu, el general d'aquesta batalla, explica que es guanyà: 
| « | per la indústria d'aquest Gonçalo Mz, q va armar unes certes reixes, en què caigueren els castellans". | » |

Ell fou nomenat pel rei, tot seguit, senyor de la freguesia de Grade, on va alçar la Torre de Grade, li va donar una finca a la freguesia de Merufe, al municipi de Monção, on hi havia un llogaret anomenat Grade.

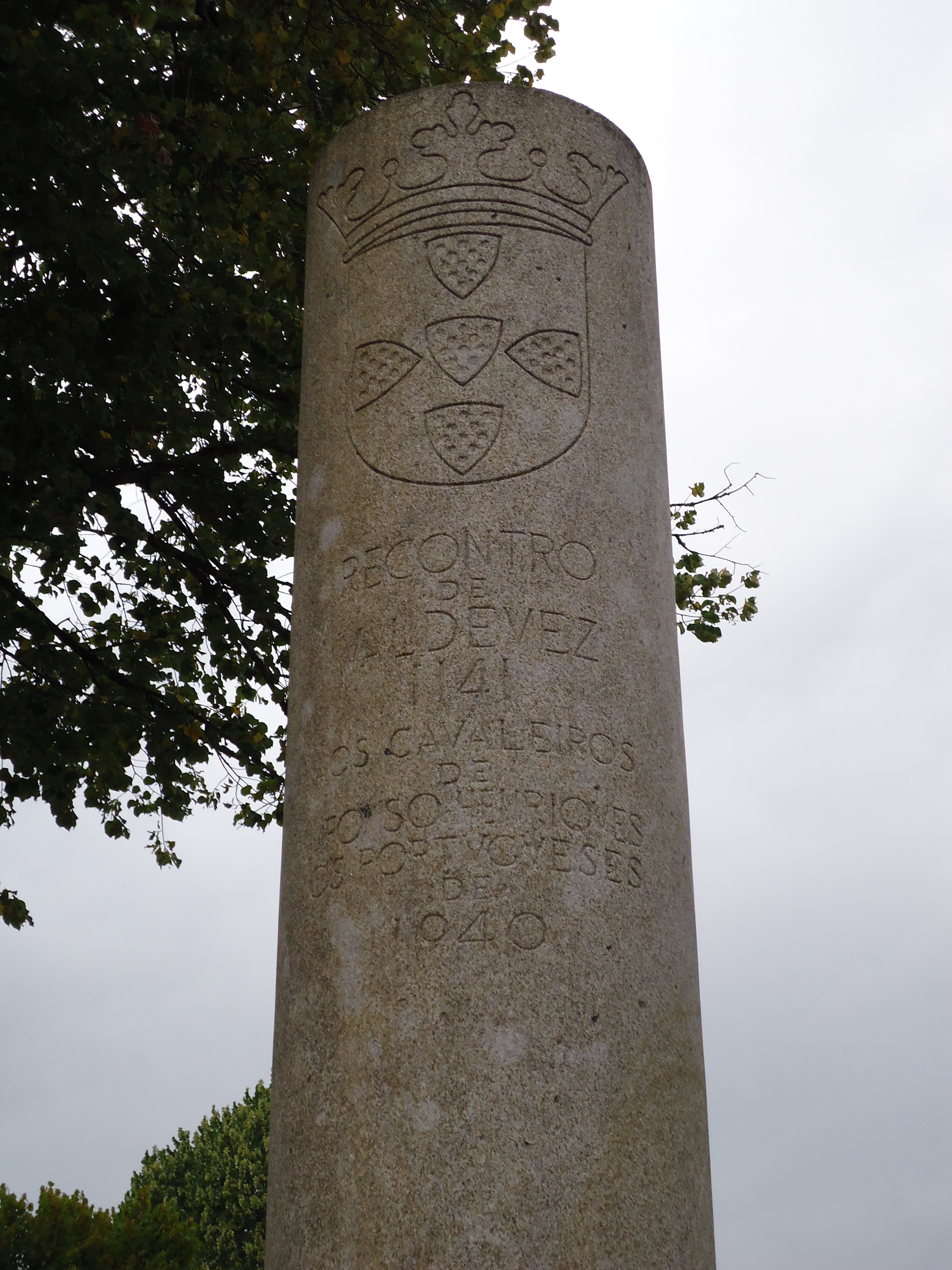
Columna commemorativa del Torneig de Valdevez, erigida al 1940

D'acord amb el professor Torquato Sousa Soares, de la Universitat de Coïmbra, l'escaramussa de Portela de Vez succeí al 1137 i aconseguí pressionar per al Tractat de Tui, al juliol d'aquell any.
Altres autors consideren l'episodi com el pas decisiu i darrera etapa del naixement de Portugal, mentre l'antecedent en seria el tractat de Zamora del 1143. Després del Torneig de Valdevez, del qual ixen vencedors els genets d'Alfons Enric, aquest aprofita l'Església, mitjançant l'arquebisbe de Braga, João Peculiar, perquè el papa Innocenci II accepte el seu vassallatge amb pagament d'un cens (quantia que els reis pagaven al papa) de quatre unces (unça = 31 g) d'or per any.
L'arquebisbe envia el cardenal Guido de Vico envers Alfons VII, i n'obté, en el tractat de Zamora, el títol de rei (rex), que Alfons Enric farà servir, gràcies al Torneig de Valdevez, i en el paper, de fet i de dret, al 1143.

## Llegenda
Segons la llegenda, en aquesta batalla es trobà una relíquia sagrada, denominada Santa Fusta, que es creu un tros de la creu de la crucifixió. Aquesta relíquia es troba a la freguesia de Grade, a l'església matricial, en un sagrari amb dues portes tancat amb set claus. S'hi venera 40 dies després de la Pasqua, dijous de l'Espiga. Al llogaret es venera com a patrona de les guerres.

## El torneig en l'art
A l'Estació de Sâo Bento, a Porto, hi ha un gran panell de rajola al·lusiu al torneig, del notable ceramista i il·lustrador Jorge Colaço, col·locat al 1916.
A Arcos de Valdevez, a Campo do Trasladário i en plena avinguda Recontro de Valdevez, hi ha un monument eqüestre fos en bronze que recorda l'episodi històric, de l'escultor José Rodrigues, considerat una de les més notables produccions escultòriques de l'artista desaparegut el 2016. També a Campo do Trasladário hi ha una columna commemorativa del torneig, inaugurada al 1940; aquest monument no es troba en la localització originària, doncs era en ple Campo, on més tard, ja en la dècada de 1950, s'obrí la carretera nacional 101.